# ثرثرة فوق النيل (كتاب)
ثرثرة فوق النيل هي رواية من تأليف الكاتب المصري والحائز على جائزة نوبل نجيب محفوظ. تم تأليف الكتاب عام 1966، وعام 1971 تم إنتاج فيلم بنفس الاسم. تعرض محفوظ لغضب من مجلس قيادة الثورة في عهد الرئيس جمال عبد الناصر. الرواية تحكي أفكار المثقفين وواقعهم، وتعطي لنا نماذج لأيدولوجياتهم التي عاشوها ردحًا من الزمن، وهي جامعة بين النقد السلبي والإيجابي؛ بين محاولة ترميم حالتهم التي تهدمت وإظهار سلطتهم التي يتمتعون بها على السياسي والمجتمع.

## ملخص القصة
بعد هزيمة حرب 1967 يجتمع عدد من الشخصيات من المجتمع المصري ويحاولون الهروب من الواقع اليومي البائس الذي يحيط بهم، حيث يجتمعون بشكل دوري في عوامة مطلة على نهر النيل من أجل تعاطي الحشيش واللهو، من بينهم الموظف المحبط أنيس زكي، وسنية التي تحاول التنفيس عن غضبها بعد اكتشافها لخيانة زوجها لها، وسمارة الصحفية دائمة الانتقاد لكل شيء، وسناء الطالبة الجامعية التي تقاسي من إهمال والديها نحوها.

## الشخصيات

### الشخصيات الرئيسية:
- أنيس زكي: بطل الرواية والراوي لأحداثها، ينتمي إلى أسرة ريفية محترمة، يعيش وحيدًا في القاهرة في حالة من الهم والحزن نتيجة فقدانه لزوجته وابنته، الأمر الذي جعله مدمنًا وفاسد الأخلاق.
- سمارة بهجت: فتاة سمراء البشرة جميلة وجاذبة ومثقفة، تعمل صحفية، وهي تمثل الشخصية الجدية الملتزمة بالقيم والأخلاق.

#### الشخصيات الثانوية:
- ليلى زيدان: صديقة أنيس زكي، غير متزوجة تظهر عليها ملامح التقدم بالسن، تنتمي إلى أسرة محافظة وتعمل مترجمة في وزارة الخارجية، لكنها فتاة مُدمنة وعابثة.
- سنية كامل: امرأة متجردة من الأخلاق، تحاول أن تنسى همومها وأحزانها من خلال الإدمان.
- العم عبده: يعيش وحده في الكوخ وليس له أقارب في القاهرة، وهو يمثل الشخصية المزدوجة المتناقضة.
- سناء رشيدي: فتاة مثقفة في العشرين من عمرها تنتمي إلى الطبقة المثقفة، لكنها تعيش بلا أخلاق وبلا عقيدة.
- مصطفى راشد: صديق أنيس زكي، يتزوج من امرأة لا يحبها، فيعيش حالة من العبثية وفساد الأخلاق.
- علي السيد: صديق أنيس زكي يعيش في القاهرة، يمثل الشخصية العبثية والفاسدة.
- رجب القاضي: يعيش في القاهرة ويعمل نجمًا سينمائيًا، وهو شخص فاقد للمسؤولية وللقيم الإنسانية.
- خالد عزوز: صديق ليلى زيدان، مثل أصدقائه فيعيش حالة من الفساد الأخلاقي وانعدام المسؤولية.[5]

## اقتباسات
"لم يكن عجيبا أن يعبد المصريون فرعون، ولكن العجيب أن فرعون آمن حقاً بأنه إله"
"إن الثورات يدبّرها الدهاة وينفذها الشجعان ثم يكسبها الجبناء"
"إنك إذا استعملت الحب يوماً كمبتدأ في جملة مفيدة فستنسى حتماً الخبر إلى الأبد!"
"لم يعد هناك من نكات مذ أصبحت حياتنا نكتة سمجة"
"عندما تتكاثر المصائب يمحو بعضها بعضا وتحل بك سعادة جنونية غريبة المذاق. وتستطيع أن تضحك من قلب لم يعد يعرف الخوف."
"أن الداء الحقيقي هو الخوف من الحياة لا الموت"
"لم يعد للقلب من هم يحمله منذ دفن في التراب أعز ما كان يملكه."

"فيا أي شئ افعل شيئاً فقد طحننا اللاش"

## أسلوب الرواية
تتميز رواية ثرثرة فوق النيل بأسلوب سردي رمزي يجمع بين الواقعية والوجودية، حيث يستخدم نجيب محفوظ تقنية الحوار الداخلي والثرثرة الجماعية لكشف أزمة المثقفين المصريين في ستينيات القرن العشرين. تتسم اللغة بالبساطة الظاهرة التي تخفي عمقًا فلسفيًا، وتعتمد الرواية على الوصف الدقيق للمكان (العوامة) والشخصيات المتناقضة، مما يعكس حالة الانفصال عن الواقع والعدمية التي يعيشها الأبطال. كما يوظف محفوظ الرموز بكثافة، مثل النيل والعوامة والحشيش، ليعبر عن التهميش السياسي والاجتماعي، ويطرح تساؤلات حول الهوية والحرية والجدوى، بأسلوب يمزج بين السخرية والتأمل.

## المرأة في الرواية
تلعب المرأة في رواية ثرثرة فوق النيل دورًا رمزيًا يعكس حالة التشتت الأخلاقي والاجتماعي التي يعيشها المجتمع المصري في ستينيات القرن العشرين، حيث تظهر الشخصيات النسائية مثل ليلى زيدان وسنية كامل وسناء رشيدي وسمارة بهجت في صور متباينة تتراوح بين الانغماس في اللهو والإدمان، والبحث عن الحقيقة والوعي، مما يجعل حضور المرأة في الرواية تجسيدًا لأزمة الهوية والاغتراب. وتُستخدم هذه الشخصيات لتسليط الضوء على التناقضات بين الظاهر والباطن، وبين الحرية والانقياد، كما تعكس الرواية من خلالهن نظرة محفوظ النقدية لدور المرأة في مجتمع يرزح تحت وطأة القهر السياسي والاجتماعي، دون أن تقع في فخ التنميط أو التبسيط.

## النيل في الرواية
يُعدّ نهر النيل في رواية ثرثرة فوق النيل رمزًا مركزيًا يعكس التناقضات الوجودية التي يعيشها أبطال الرواية، إذ يُصوَّر كمكانٍ ساكنٍ وممتدٍّ يحتضن العوامة التي تمثل عزلة المثقفين عن الواقع الاجتماعي والسياسي في مصر الستينيات. يتخذ النيل دلالة رمزية على الاستمرارية والخلود في مقابل عبثية الحياة وانفصال الشخصيات عن الزمن الحقيقي، كما يُستخدم كخلفية فلسفية للتأملات والثرثرات التي تدور داخل العوامة، ليجسد بذلك صراع الإنسان بين الرغبة في الانفصال عن الواقع والحنين إلى معنى أعمق